# Vînohradivka, Kompaniivka
Vînohradivka (în ucraineană Виноградівка) este localitatea de reședință a comunei Vînohradivka din raionul Kompaniivka, regiunea Kirovohrad, Ucraina.

## Demografie
Componența lingvistică a localității Vînohradivka
     Ucraineană (95,05%)
     Română (2,79%)
     Rusă (1,24%)
     Alte limbi (0,93%)
Conform recensământului din 2001, majoritatea populației localității Vînohradivka era vorbitoare de ucraineană (95,05%), existând în minoritate și vorbitori de română (2,79%) și rusă (1,24%).